# Challenge de Majorque 2014
La 23e édition du Challenge de Majorque a eu lieu du 9 au 12 février 2014. Au total, quatre épreuves font partie de ce Challenge de Majorque. Le classement final de l'épreuve n'est plus calculée depuis 2010. Les quatre courses font partie du calendrier UCI Europe Tour 2014 en catégorie 1.1.

## Présentation

### Équipes
Classées en catégorie 1.1 de l'UCI Europe Tour, les quatre épreuves du Challenge de Majorque sont par conséquent ouvertes aux UCI ProTeams dans la limite de 50 % des équipes participantes, aux équipes continentales professionnelles, aux équipes continentales et aux équipes nationales.
L'organisateur a communiqué la liste des équipes invitées le 27 janvier 2014. 21 équipes participent aux quatre épreuves de ce Challenge de Majorque - 10 ProTeams, 6 équipes continentales professionnelles et 5 équipes continentales :
| Nom de l'équipe         | Pays        | Code |
| ----------------------- | ----------- | ---- |
| Astana                  | Kazakhstan  | AST  |
| Europcar                | France      | EUC  |
| Garmin-Sharp            | États-Unis  | GRS  |
| Katusha                 | Russie      | KAT  |
| Lampre-Merida           | Italie      | LAM  |
| Lotto-Belisol           | Belgique    | LTB  |
| Movistar                | Espagne     | MOV  |
| Omega Pharma-Quick Step | Belgique    | OPQ  |
| Orica-GreenEDGE         | Australie   | OGE  |
| Sky                     | Royaume-Uni | SKY  |

| Nom de l'équipe        | Pays           | Code |
| ---------------------- | -------------- | ---- |
| Caja Rural-Seguros RGA | Espagne        | CJR  |
| Cofidis                | France         | COF  |
| IAM                    | Suisse         | IAM  |
| MTN-Qhubeka            | Afrique du Sud | MTN  |
| NetApp-Endura          | Allemagne      | TNE  |
| Novo Nordisk           | États-Unis     | TNN  |

| Nom de l'équipe | Pays     | Code |
| --------------- | -------- | ---- |
| ActiveJet       | Pologne  | AJT  |
| Burgos-BH       | Espagne  | BUR  |
| De Rijke        | Pays-Bas | RIJ  |
| Ecuador         | Équateur | ECU  |
| Euskadi         | Espagne  | EUK  |

## Étapes
| Étape                      | Date       | Villes étapes                         |  | Distance (km) | Vainqueur du trophée |
| -------------------------- | ---------- | ------------------------------------- |  | ------------- | -------------------- |
| Trofeo Palma de Mallorca   | 9 février  | Palma de Majorque - Palma de Majorque |  | 116           | Sacha Modolo         |
| Trofeo Ses Salines         | 10 février | Ses Salines - Santanyí                |  | 183           | Sacha Modolo         |
| Trofeo Serra de Tramontana | 11 février | Deià - Monastère de Lluc              |  | 152,9         | Michał Kwiatkowski   |
| Trofeo Muro-Port d’Alcudia | 12 février | Muro - Port d'Alcudia (es)            |  | 162           | Gianni Meersman      |

## Classements

### Trofeo Palma de Mallorca
|    | Coureur           | Pays      | Équipe                  |    | Temps           |
| -- | ----------------- | --------- | ----------------------- | -- | --------------- |
| 1  | Sacha Modolo      | Italie    | Lampre-Merida           | en | 2 h 29 min 12 s |
| 2  | Jens Debusschere  | Belgique  | Lotto-Belisol           | +  | m.t             |
| 3  | Dylan Groenewegen | Pays-Bas  | De Rijke                |    | m.t             |
| 4  | Gianni Meersman   | Belgique  | Omega Pharma-Quick Step |    | m.t             |
| 5  | Adrien Petit      | France    | Cofidis                 |    | m.t             |
| 6  | Jon Aberasturi    | Espagne   | Euskadi                 |    | m.t             |
| 7  | Michael Matthews  | Australie | Orica-GreenEDGE         |    | m.t             |
| 8  | Andrea Peron      | Italie    | Novo Nordisk            |    | m.t             |
| 9  | Davide Viganò     | Italie    | Caja Rural-Seguros RGA  |    | m.t             |
| 10 | Yoeri Havik       | Pays-Bas  | De Rijke                |    | m.t             |

### Trofeo Ses Salines
|    | Coureur            | Pays        | Équipe                  |    | Temps           |
| -- | ------------------ | ----------- | ----------------------- | -- | --------------- |
| 1  | Sacha Modolo       | Italie      | Lampre-Merida           | en | 4 h 07 min 53 s |
| 2  | Ben Swift          | Royaume-Uni | Sky                     | +  | m.t             |
| 3  | Gianni Meersman    | Belgique    | Omega Pharma-Quick Step |    | m.t             |
| 4  | Matteo Trentin     | Italie      | Omega Pharma-Quick Step |    | m.t             |
| 5  | Vicente Reynés     | Espagne     | IAM                     |    | m.t             |
| 6  | Michael Matthews   | Australie   | Orica-GreenEDGE         |    | m.t             |
| 7  | Michał Kwiatkowski | Pologne     | Omega Pharma-Quick Step |    | m.t             |
| 8  | Francisco Ventoso  | Espagne     | Movistar                |    | m.t             |
| 9  | Tony Hurel         | France      | Europcar                |    | m.t             |
| 10 | Kristian Sbaragli  | Italie      | MTN-Qhubeka             |    | m.t             |

### Trofeo Serra de Tramontana
|    | Coureur              | Pays     | Équipe                  |    | Temps           |
| -- | -------------------- | -------- | ----------------------- | -- | --------------- |
| 1  | Michał Kwiatkowski   | Pologne  | Omega Pharma-Quick Step | en | 3 h 59 min 51 s |
| 2  | Edvald Boasson Hagen | Norvège  | Sky                     | +  | 27 s            |
| 3  | Francesco Gavazzi    | Italie   | Astana                  |    | 27 s            |
| 4  | Gianluca Brambilla   | Italie   | Omega Pharma-Quick Step |    | 27 s            |
| 5  | Petr Vakoč           | Tchéquie | Omega Pharma-Quick Step |    | 27 s            |
| 6  | Pieter Serry         | Belgique | Omega Pharma-Quick Step |    | 27 s            |
| 7  | Jesús del Pino       | Espagne  | Burgos-BH               |    | 27 s            |
| 8  | Luis León Sánchez    | Espagne  | Caja Rural-Seguros RGA  |    | 27 s            |
| 9  | Tanel Kangert        | Estonie  | Astana                  |    | 27 s            |
| 10 | Sergio Henao         | Colombie | Sky                     |    | 27 s            |

### Trofeo Muro-Port d’Alcudia
|    | Coureur              | Pays        | Équipe                  |    | Temps           |
| -- | -------------------- | ----------- | ----------------------- | -- | --------------- |
| 1  | Gianni Meersman      | Belgique    | Omega Pharma-Quick Step | en | 3 h 50 min 07 s |
| 2  | Francisco Ventoso    | Espagne     | Movistar                | +  | m.t             |
| 3  | Ben Swift            | Royaume-Uni | Sky                     |    | m.t             |
| 4  | Sacha Modolo         | Italie      | Lampre-Merida           |    | m.t             |
| 5  | Francesco Gavazzi    | Italie      | Astana                  |    | m.t             |
| 6  | Edvald Boasson Hagen | Norvège     | Sky                     |    | m.t             |
| 7  | Michael Albasini     | Suisse      | Orica-GreenEDGE         |    | m.t             |
| 8  | Sergey Chernetskiy   | Russie      | Katusha                 |    | m.t             |
| 9  | Alexandre Pichot     | France      | Europcar                |    | m.t             |
| 10 | Fabian Wegmann       | Allemagne   | Garmin-Sharp            |    | m.t             |